# Javier Urruticoechea
Francisco Javier González Urruticoechea, noto come Urruti (San Sebastián, 17 novembre 1952 – Barcellona, 24 maggio 2001), è stato un calciatore spagnolo di origini basche , di ruolo portiere.
Di origini basche (era nato in Gipuzkoa), Urruti giocò per Real Sociedad, Español, Barcellona, per la nazionale spagnola e per l'Euskadi Selekzioa. Nel 1981 gli venne assegnato il premio Don Balón come calciatore spagnolo dell'anno, mentre nel 1984 vinse il Trofeo Zamora come miglior portiere della Primera División.
Nel periodo al Barcellona divenne uno dei preferiti sia tra i tifosi che tra gli stessi compagni di squadra. In una società nota anche per portieri come Ricardo Zamora, Franz Platko, Velasco e Ramallets, riuscì a diventare una leggenda. Giocò per i blaugrana anche nella finale della Coppa dei Campioni, poi persa. Comunque, prima della finale, il Barcellona si era assicurato le prestazioni di un altro portiere basco, il giovane Andoni Zubizarreta, e così si intravedeva il termine della carriera di Urruti. Si ritirò dall'attività nel 1988 e successivamente lavorò come allenatore dei portieri al Barcellona.
Il 24 maggio 2001, a soli 49 anni, Urruti morì in un incidente stradale dopo che la sua auto si era schiantata sul guard-rail centrale di una circonvallazione presso Barcellona. Da allora viene giocato un torneo annuale di golf, il Trofero Javier Urruti, in suo onore.

## Carriera

### Club
Urruti da giovane giocò nel Lengokoak, squadretta basca, prima di trasferirsi al San Sebastián, la squadra riserve della Real Sociedad, nel 1969. Fece il suo debutto con la prima squadra, la Real, nel 1973. Nel 1977 venne ceduto all'Espanyol: fu proprio durante la permanenza in questa squadra che vinse il premio Don Balón. Dopo quattro stagioni con l'Espanyol, passò all'altra squadra di Barcellona, il FC Barcelona.
Insieme a Steve Archibald e a Bernd Schuster, Urruti fu uno dei più importanti giocatori del Barcellona che, guidato in panchina da Terry Venables, vinse la Primera División nella stagione 1984-1985 e raggiunse la finale di Coppa dei Campioni nel 1986. Il 25 marzo 1985, in una partita con il Real Valladolid, il suo salvataggio sul rigore di Mágico González permise di far vincere la Primera División al Barcellona.
Nella Coppa dei Campioni 1985-1986 il Barcellona eliminò nei quarti di finale la Juventus. Nella semifinale contro l'IFK Göteborg, Urruti protestò per un gol subito dopo che il pallone era uscito dal campo: l'arbitro, che inizialmente aveva concesso il gol, annullò la decisione. Il Barcellona doveva rimontare il 3-0 dell'andata e quella decisione dell'arbitro li rimise in gara: alla fine riuscirono a portare gli svedesi ai rigori. Dopo un errore di un giocatore blaugrana Urruti parò il quinto tiro degli svedesi, evitando l'eliminazione della sua squadra, e successivamente ne segnò anche uno.
La finale contro la Steaua Bucarest fu condotta fino ai tiri di rigore: la serie di rigori vide Urruticoechea pararne due, mentre il portiere avversario, Helmuth Duckadam, li parò tutti e quattro (record) portando la coppa in Est Europa per la prima volta.

### Nazionale
Urruti giocò cinque volte per la Spagna tra il 1978 e il 1980: Tra l'altro fu membro della nazionale delle furie rosse in tre Mondiali, Argentina 1978, Spagna 1982 e Messico 1986. Fece parte della rosa spagnola anche a Euro 1980. Comunque non riuscì mai a insidiare la maglia di primo portiere, sulle spalle prima di Luis Arconada e poi di Andoni Zubizarreta (entrambi baschi), non scendendo neanche in campo nei grandi tornei internazionali.
Scese in campo due volte anche per l'Euskadi Selekzioa tra il 1979 e il 1980.

## Palmarès

### Club

#### Competizioni nazionali
- Coppa di Spagna: 2

Barcellona: 1982-1983, 1987-1988
- Coppa della Liga: 2

Barcellona: 1983, 1986
- Supercoppa di Spagna: 1

Barcellona: 1983
- Campionato spagnolo: 1

Barcellona: 1984-1985

#### Competizioni internazionali
- Coppa delle Coppe: 1

Barcellona: 1981-1982

### Individuale
- Calciatore spagnolo dell'anno: 1

1980-1981
- Trofeo Zamora: 1

1983-1984